# Llista d'episodis de La Casa d'Anubis
La sèrie La Casa d'Anubis està basada en la història d'uns nois residents en un internat anglès. Consta de tres temporades i de 191 episodis. La primera temporada de la sèrie de televisió, House of Anubis, emesa per Nickelodeon, va ser estrenada l'1 de gener de 2011 als Estats Units.
A Catalunya va ser emesa per primera vegada el 8 de gener de 2014, al canal infantil de Televisió de Catalunya, el Super3.

## Sinopsi

### Primera temporada
La Nina Martin acaba d'arribar a Anglaterra per estudiar en un internat, on li han assignat una residència envoltada de misteri anomenada la Casa d'Anubis. La desaparició de la Joy, una de les alumnes, és el punt de partida d'una sèrie d'esdeveniments enigmàtics que marcaran tot el curs escolar. Després de passar per una mena de ritual d'iniciació i de conèixer la Sarah, antiga resident de la casa, la Nina sabrà que és l'escollida i que té el poder per descobrir una cosa molt important. Ben aviat, ella i els seus companys es veuran implicats en tot de misteris relacionats amb un clan de professors que busquen, ni més ni menys, que l'elixir de la vida eterna, amagat suposadament en algun lloc de la Casa d'Anubis.

### Segona temporada
La segona temporada de la sèrie comença amb el retorn dels estudiants a l'internat després de les vacances. Els misteris continuen, sobretot quan els protagonistes troben una casa de nines idèntica a la Casa d'Anubis amb un mapa secret. Ben aviat sorgirà de les golfes la Shenkara, una mena de fantasma que obligarà la Nina a buscar la Màscara d'Anubis, si és que no vol morir. Per trobar-la, la Nina i el grup Sibuna haurà de descobrir diversos misteris, com ara l'existència de túnels sota la casa, sense que en Víctor se n'adoni.

### Tercera temporada
La sèrie continua al començament d'un nou curs escolar. Els estudiants es troben de nou, excepte la Nina, que no va tornar a La Casa d'Anubis. L'Eddie es converteix en líder de Sibuna. Aquell any arriben dues noves estudiants: Willow Jenks i KT Rush, que s'afilien a Sibuna i acaben sent-ne una part important. També arriba una nova professora, la senyoreta Denby, que amaga alguna cosa. Els membres de Sibuna hauran de descobrir què amaga i lluitar contra una maledicció antiga de la casa, per evitar que el mal regni per sempre.

## Episodis
Aquests són els episodis de les primeres dues temporades de La Casa d'Anubis.

### Primera temporada
| # | Títol                                                    | Data d'estrena a Catalunya |
| --- | -------------------------------------------------------- | -------------------------- |
| 1 | «La Casa dels Secrets (House of Secrets)»                | 8 de gener de 2014         |
| La Nina Martin acaba d'arribar a Anglaterra per estudiar en un internat, on li han assignat una residència envoltada de misteri anomenada la Casa d'Anubis. La Nina fa tot el que pot per adaptar-se, però la desaparició de la Joy, una de les alumnes, marcarà l'inici d'una sèrie de fets d'allò més enigmàtics. D'entrada, la millor amiga de la Joy acusa la Nina d'estar involucrada en la desaparició.     |                                                          |                            |
| 2 | «La casa de la bel·ligerància (House of attitude)»       | 8 de gener de 2014         |
| La Patricia, la millor amiga de la Joy, la noia que ha desaparegut, continua capficada a demostrar que la Nina està al darrere de la desaparició de la seva companya. Farà el que calgui per arribar al fons de la qüestió. Les sospites encara es fan més evidents quan al mirall del lavabo hi apareix, gràcies al vapor, un missatge que hi diu: "Ajuda'm! Joy."                                               |                                                          |                            |
| 3 | «La Casa de l'ocell negre (House of black bird)»         | 9 de gener de 2014         |
| Mentre la Patricia continua investigant la desaparició de la Joy, la Sarah, una velleta que volta mig desorientada per l'escola, entrega un medalló a la Nina i li diu que això la protegirà. Li explica també que hi ha un tresor amagat a la casa i que només ella té el poder de trobar-lo. També l'adverteix que la casa és perillosa, maligna i diabòlica.                                                   |                                                          |                            |
| 4 | «La Casa dels reptes (House of dares)»                   | 9 de gener de 2014         |
| L'Amber, quan sap que la Mara està ajudant en Mick a fer un treball, es posa gelosa, però quan s'adona que en Mick li ha regalat un braçalet de l'amistat, la gelosia es converteixen en ràbia. D'altra banda, la Patricia proposa una cerimònia d'iniciació a la Nina, com a nova alumna de l'escola. Si la vol superar, haurà de robar les claus de les golfes a en Victor.                                     |                                                          |                            |
| 5 | «La Casa de les mentides (House of Lies)»                | 10 de gener de 2014        |
| La Mara i l'Amber cada cop estan pitjor. L'Amber fins i tot té intenció de fer posar gelosa la Mara en fer un petó a l'Alfie! La Patricia també es venjarà de la Nina tancant-la a les golfes embruixades de la Casa d'Anubis durant la cerimònia d'iniciació. Fins que no digui tot el que sap de la desaparició de la Joy, no en podrà sortir. I si apareix algun professor, potser s'hi passarà tota la nit!   |                                                          |                            |
| 6 | «La Casa dels panys (House of Locks)»                    | 10 de gener de 2014        |
| La Nina confessa a en Fabian que mentre era a les golfes ha topat amb un plafó i ha vist una cosa que li fa pensar que la Joy encara podria ser a l'escola. També ha decidit quedar-se'n les claus per tornar-hi a pujar. D'altra banda, la Patricia escolta una conversa al despatx del senyor Sweets i descobreix que els professors saben coses de la desaparició de la Joy.                                   |                                                          |                            |
| 7 | «La casa dels ulls (House of Eyes)»                      | 13 de gener de 2014        |
| La Patricia convencerà la Mara que l'ajudi a entrar al despatx del senyor Sweets per robar l'expedient de la Joy. La Nina i en Fabian tornaran a pujar a les golfes i descobriran que els ulls que va veure la Nina eren d'un quadre amb un jeroglífic egipci al darrere. Pot ser que tingui a veure amb el tresor que hi ha amagat a la Casa d'Anubis?                                                           |                                                          |                            |
| 8 | «La casa dels interessos contraposats (House of Agends)» | 13 de gener de 2014        |
| La Patricia, cansada que ningú li faci cas, decideix denunciar la desaparició de la Joy a la policia. En Jerome continua embolicant encara més la troca entre l'Amber, l'Alfie i en Mick. La Nina i en Fabian se'n van a la residència d'avis a veure la Sarah, però no en treuen gaire informació, a part del comentari que els fa de l'ocell negre que vigila la casa.                                          |                                                          |                            |
| 9 | «La Casa de les claus (House of Keys)»                   | 14 de gener de 2014        |
| La pista del jeroglífic egipci del quadre que es van trobar a les golfes, porta la Nina i en Fabian fins al vuitè graó de l'escala de la Casa d'Anubis. Aquesta nit mateix ho aniran a investigar, sense saber que en Víctor ha descobert que algú ha robat la còpia de la clau de les golfes. La Patricia, per la seva banda, ha rebut un mail de la Joy, però no acaba de veure clar que l'hi hagi enviat ella. |                                                          |                            |
| 10 | «La Casa dels descobriments (House of Discovery)»        | 14 de gener de 2014        |
| La Nina i en Fabian tornen a pujar a les golfes i hi troben una capsa molt misteriosa, però en Victor, que els havia parat una trampa, descobreix que algú hi ha entrat. D'altra banda, l'Amber, que està més gelosa que mai amb la Mara, li demana a la Patricia de fer un canvi d'habitacions. Per cert, avui l'Amber i en Mick fan una festa de reconciliació!                                                 |                                                          |                            |
| 11 | «La Casa de l'esverament (House of Hyper)»               | 15 de gener de 2014        |
| La Nina i en Fabian descobreixen que el que van trobar a les golfes són uns cilindres fonogràfics, una mena de minicasset antic que es pot escoltar amb un fonògraf d'Edison. A les golfes n'hi ha un, i pensen tornar-hi! D'altra banda, la Patricia sent en Victor parlant amb el sergent Roebuck i s'adona que la policia també sap coses de la desaparició de la Joy.                                         |                                                          |                            |
| 12 | «La Casa de les trampes (House of Cheats)»               | 15 de gener de 2014        |
| La Mara ajuda en Mick a aprovar l'examen de francès, però en Jerome l'enxampa i ho fa servir per fer-li xantatge. D'altra banda, la Nina i en Fabian tornen a pujar a les golfes per escoltar els cilindres fonogràfics, però l'únic que senten és una veu molt estranya, una mena de gemec, com d'algú que es morís, però que no es volgués morir...                                                             |                                                          |                            |
| 13 | «La Casa dels rumors (House of Rumors)»                  | 16 de gener de 2014        |
| L'Amber enxampa la Nina amb la peça del puzle i l'obliga a explicar-li tots els detalls de la recerca del tresor de la Casa d'Anubis. Més tard, tots tres pujaran a les golfes a escoltar la veu de la nena dels cilindres fonogràfics. D'altra banda, la Patricia s'adona que un personatge estrany la segueix i comença a sospitar que algú ha despertat un fantasma.                                           |                                                          |                            |
| 14 | «Un intrús a la casa (House of Intruders)»               | 16 de gener de 2014        |
| En Mick descobreix que la Mara va fer trampes perquè ell aprovés l'examen de francès i no s'ho agafa gens bé. L'Amber descobreix un missatge secret que diu: "Ajudeu-me. Sarah Frobisher-Smythe." Ella, la Nina i en Fabian escolten embadalits les gravacions de la nena, que parla d'un assassinat. Pot ser que la nena sigui la Sarah quan era petita?!                                                        |                                                          |                            |
| 15 | «La Casa de les proves (House of Proof)»                 | 17 de gener de 2014        |
| L'Amber i la Nina estan convençudes que la nena que parla a les gravacions és la Sarah. La Nina, l'Amber i en Fabian han decidit formar el Club Sibuna i prometre solemnement protegir els secrets de la Casa d'Anubis. Més tard, descobreixen una altra pista que diu: "Quan el dia s'acabi al migdia, per llàgrimes de cristall l'ull hi veurà." D'altra banda, en Jason troba el mòbil trencat de la Joy.      |                                                          |                            |
| 16 | «La Casa dels enfrontaments (House of Confrontation)»    | 17 de gener de 2014        |
| Per fi la Patricia es troba amb el fantasma que la segueix, que resulta que és un detectiu privat que la vol ajudar a aclarir la desaparició de la Joy. Les investigacions d'en Jason el porten a trobar-se amb en Victor i s'endú una sorpresa molt gran. La Nina, l'Amber i en Fabian continuen intentant desxifrar l'enigma. Se'n sortiran?                                                                    |                                                          |                            |
| 17 | «La Casa de les alarmes (House of Alarms)»               | 20 de gener de 2014        |
| La Patricia es troba amb en Rufus, el detectiu privat, i aquest li diu que per trobar alguna pista sobre la desaparició de la Joy ha de buscar l'ull d'Horus. La Nina, l'Amber i en Fabian aconsegueixen desxifrar l'enigma per trobar la següent peça del puzle i senten una veu nova a les gravacions, una veu que els és molt familiar. Podria ser que fos en Victor?!                                         |                                                          |                            |
| 18 | «La Casa de les flames (House of Flames)»                | 20 de gener de 2014        |
| La Patricia intentarà robar el medalló de la Nina, convençuda que és l'ull d'Horus. La Nina, l'Amber i en Fabian obren la segona peça del puzle per descobrir que el següent enigma els porta fins a la llar de foc de la casa d'Anubis. Mentrestant, els professors, i amb en Jason de nou convidat, inicien al soterrani un ritual ple de misteri.                                                              |                                                          |                            |
| 19 | «La Casa dels passadissos (House of Passages)»           | 21 de gener de 2014        |
| Els professors li confisquen el mòbil a la Patricia i descobreixen que ha estat en contacte amb en Rufus Zeno, l'home que ells anomenen el Traïdor. La Nina, l'Amber i en Fabian segueixen l'últim enigma i els toca anar a l'avern, l'infern, on hi troben una pista que els diu: "I darrere de les flames heu de mirar". Què deu voler dir?                                                                     |                                                          |                            |
| 20 | «La Casa del segrest (House of Kidnap)»                  | 21 de gener de 2014        |
| L'Amber ha decidit quedar-se el gat negre que ha fugit amb ells del soterrani de la casa d'Anubis, pensant que potser devia ser d'en Victor. La Patricia ha convençut la Nina perquè es trobi amb en Rufus Zeno i li ensenyi el medalló, que segons ella podria ser l'ull d'Horus. En Victor, que sap més del que sembla, també serà a la trobada.                                                                |                                                          |                            |
| 21 | «La Casa del gat raptat (House of Cat-Nap)»              | 22 de gener de 2014        |
| La Nina i en Fabian decideixen fer servir l'obra de teatre de l'escola per confirmar que en Victor està involucrat en la tragèdia de la família de la Sarah. Després de trobar proves dels experiments sinistres que tenen lloc al soterrani, els nois ho expliquen tot a la Trudy, però quan en Victor s'adona que la Trudy es posa de part dels joves, decideix passar a l'acció per venjar-se.                 |                                                          |                            |
| 22 | «La Casa de les càmeres (House of Cameras)»              | 22 de gener de 2014        |
| Després d'haver fet fora la Trudy de l'escola, en Victor decideix instal·lar càmeres per espiar la Nina i companyia. En Mick està decidit a demanar una beca esportiva per anar a Califòrnia i la Mara el podria ajudar a preparar els exàmens. Mentrestant, la Nina trobarà proves que el tresor que busquen podria ser procedent de la tomba de Tutankamon.                                                     |                                                          |                            |
| 23 | «La Casa dels números (House of Numbers)»                | 23 de gener de 2014        |
| Arran de la visita del seu pare, en Mick veu perillar la seva continuïtat a l'escola. L'assumpte de les càmeres de vigilància fa que la Trudy tingui possibilitats de tornar a ser readmesa. D'altra banda, l'últim enigma porta la Nina i companyia a tornar a inspeccionar a sota de les escales, on hi descobreixen una cosa molt inquietant d'en Victor.                                                      |                                                          |                            |
| 24 | «La Casa de la por (House of Spook)»                     | 23 de gener de 2014        |
| Després de retirar les càmeres de vigilància, la Trudy és readmesa a l'escola. Gràcies a la Mara, en Mick comença a estar molt ben preparat per l'examen per aconseguir la beca i la seva relació podria anar més enllà. La Nina i companyia tornen a baixar al soterrani per intentar confirmar l'existència d'un elixir de la vida, però es troben cara a cara amb una cosa esgarrifosa.                        |                                                          |                            |
| 25 | «La Casa dels farsants (House of Fakers)»                | 24 de gener de 2014        |
| L'Alfie i en Jerome preparen un càsting per enredar els alumnes de setè i ho podrien acabar pagant molt car. La Patricia decideix amagar la mostra d'elixir de la vida que van trobar al soterrani. Mentrestant, la Nina anirà a visitar la Sarah, que li explicarà molts més secrets d'en Rufus, d'en Victor i del destí de la seva família.                                                                     |                                                          |                            |
| 26 | «La Casa de la identitat (House of Identity)»            | 24 de gener de 2014        |
| La Nina explica que la Sarah va reconèixer en Victor en una foto i va dir que va ser ell el que va matar els seus pares. Això vol dir que en Victor ja era viu quan la Sarah era petita. La Mara decideix canviar d'aspecte, i fins i tot de personalitat, perquè en Mick no pensi que és tan "avorrida". L'Alfie es quedarà atrapat al soterrani i serà testimoni d'uns fets que li canviaran la vida.           |                                                          |                            |
| 27 | «La Casa de les urgències (House of Emergency)»          | 27 de gener de 2014        |
| En Jerome i en Fabian decideixen baixar al soterrani a rescatar l'Alfie, que està en estat catatònic. L'endemà, un error molt greu de la Nina empitjora encara més la situació i l'han de portar a l'hospital. La Nina comença a pensar que és una maledicció i es planteja la possibilitat de deixar-ho córrer tot i desaparèixer. En Fabian, d'altra banda, encara no ha resolt l'enigma.                       |                                                          |                            |
| 28 | «La Casa de les reunions (House of Reunion)»             | 27 de gener de 2014        |
| La Patricia decideix anar a l'hospital a visitar l'Alfie, però s'hi troba en Rufus, que no havia aparegut des que el va segrestar en Victor, i que sembla que estigui mig drogat. Mentrestant, la Nina intenta distanciar-se de tota la colla, però tant ella com el penjoll són crucials a l'hora de resoldre l'últim enigma. És massa tard per fer-se enrere.                                                   |                                                          |                            |
| 29 | «La Casa dels records (House of Memories)»               | 28 de gener de 2014        |
| La Patricia aconsegueix rescatar en Rufus de l'hospital i sospiten que els mateixos que li van fer això són els que tenen la Joy amagada. La Patricia també és del parer que el penjoll està maleït i que la Nina l'hi hauria de tornar a la Sarah. Un missatge amagat en un diccionari dona la pròxima pista a la Nina i companyia, però en Victor no els perd de vista.                                         |                                                          |                            |
| 30 | «La Casa del teatre (House of Drama)»                    | 28 de gener de 2014        |
| La Nina vol aprofitar que tothom és al teatre per anar tota sola a la casa d'Anubis i obrir la caixa forta. Aviat descobrirà que el tresor que busquen és la copa d'Ankh, la copa de la immortalitat. Entre el públic de l'obra hi ha un convidat sorpresa que fa molt temps que no apareix per la casa d'Anubis. La Mara, molt gelosa, es vol venjar d'en Mick i de l'Esther.                                    |                                                          |                            |
| 31 | «La Casa dels codis (House of Codes)»                    | 29 de gener de 2014        |
| La Patricia descobreix que la Joy està asseguda entre el públic del teatre, a la mateixa sala que en Victor. Durant la funció la Nina intenta obrir la caixa forta d'en Victor per recuperar la peça del puzle que els va robar, però es queda de pedra quan sent que el mateix Victor està arribant a la casa d'Anubis.                                                                                          |                                                          |                            |
| 32 | «La Casa del risc (House of Risk)»                       | 29 de gener de 2014        |
| La Nina, mentre torna de recuperar la peça del puzle de la caixa forta d'en Victor, el sent comentar que aquest vespre "eliminarà" algú del públic. La Patricia està convençuda que es tracta de la Joy, l'Escollida, segons en Victor i els professors. D'altra banda, en Rufus queda per trobar-se al bosc amb la Patricia, i possiblement amb la Joy.                                                          |                                                          |                            |
| 33 | «La Casa dels lladres (House of Thieves)»                | 30 de gener de 2014        |
| En Victor i els professors comenten a en Jason que el contingut de l'obra era massa semblant a la realitat. D'altra banda, la Mara reconeix que va ser ella la que va enviar la foto compromesa d'en Mick i de l'Ester al senyor Sweets. La Patricia i en Rufus són al bosc a trobar-se amb la Joy, però ella no es presenta. Es podria tractar d'una trampa del Rufus?                                           |                                                          |                            |
| 34 | «La Casa del perill (House of Hazard)»                   | 30 de gener de 2014        |
| Després de segrestar la Patricia, en Rufus intenta fer xantatge al senyor Sweet i a la Societat. Davant del desinterès d'en Victor i de la feblesa del senyor Sweet, l'única esperança que té la Patricia són la Nina i companyia. Avui torna l'Esther a l'escola i demà, per fi, en Mick té les proves per l'estada a la universitat d'UCLA.                                                                     |                                                          |                            |
| 35 | «La Casa dels enigmes (House of Charades)»               | 31 de gener de 2014        |
| En Victor explica que la desaparició de la Patricia és una cosa casual, però la Nina i l'Amber segueixen la pista de la targeta de la Joy i finalment localitzen la furgoneta d'en Rufus. Estan decidits a entrar al magatzem abandonat on tenen presonera la Patricia, sense saber que en Rufus els està esperant amb una sorpresa.                                                                              |                                                          |                            |
| 36 | «La Casa de les trobades (House of Rendezvous)»          | 31 de gener de 2014        |
| En Mick i la Mara han aclarit tots els malentesos i han decidit fer les paus. Mentre la senyora Andrews negocia la llibertat de la Patricia amb en Rufus Zeno, la Nina i companyia intenten dur a terme un rescat molt arriscat, gairebé temerari. En Victor, en canvi, no és partidari de fer cap tracte amb l'enemic, que només vol crear una divisió de la Societat.                                           |                                                          |                            |
| 37 | «La Casa del rescat (House of Rescue)»                   | 3 de febrer de 2014        |
| Certament, el rescat de la Patrícia no ha estat gràcies als professors. La Nina i companyia pressionen la senyora Andrews perquè els doni explicacions i, encara que sembli impossible, en Víctor hi està d'acord. Avui s'aclariran molts dubtes, sempre segons en Víctor, però encara n'apareixeran més. On van portar la Joy? I per què?                                                                        |                                                          |                            |
| 38 | «La Casa dels castigats (House of arrest)»               | 3 de febrer de 2014        |
| Sabent que l'elixir que es va beure l'Alfie només era una infusió, la Nina comença a dubtar de tot. La Joy els ha dit que confiïn en en Victor i en els profes, però encara queda la qüestió de les peces del puzle i la foto del 1925 d'en Victor, que potser resulta que era del seu pare. Sigui com sigui, avui la Nina tindrà un somni de la Sarah molt revelador.                                            |                                                          |                            |
| 39 | «La Casa dels enganys (House of Hoax)»                   | 4 de febrer de 2014        |
| La classe de numerologia egípcia d'en Jason ha fet pensar a en Fabian que els números de la Sarah podrien ser coordenades i que els podrien ajudar a trobar alguna altra pista. Abans, però, li ha hagut de confessar a la Nina que ha perdut una de les peces del puzle. D'altra banda, l'Amber s'haurà d'empassar que, segons els números, en Mick i la Mara són del tot compatibles.                           |                                                          |                            |
| 40 | «La Casa dels temps (House of times)»                    | 4 de febrer de 2014        |
| Mentre la Mara continua escalfant la campanya electoral, la Nina i companyia resolen l'últim enigma, que els porta fins a un rellotge que està buit. Pot ser que en Victor hi hagi arribat abans? D'altra banda, en Fabian, per evitar que l'Alfie descobreixi més coses, decideix dir-li una mentida que portarà molta cua.                                                                                      |                                                          |                            |
| 41 | «La Casa dels extraterrestres (House of Aliens)»         | 5 de febrer de 2014        |
| Després de l'aparició de l'últim enigma, la Nina ha decidit anar a veure la Sarah, que li ha dit que la casa xiuxiueja i que l'ha d'escoltar. A més, li ha confirmat que la casa no és dolenta, el dolent és qui la guarda. Aquest cop, però, la resposta podria estar a les golfes. També hi ha el problema de l'Alfie, que de moment s'ha ben empassat la mentida dels extraterrestres.                         |                                                          |                            |
| 42 | «La Casa de les màscares (House of Masks)»               | 5 de febrer de 2014        |
| L'Amber decideix presentar-se a les eleccions de l'escola i competir contra la Mara, que, encara que a en Jerome no li faci cap gràcia, cada cop sembla més interessada en en Mick. La Nina i companyia tornen a baixar al soterrani a buscar una mostra de l'elixir. L'Alfie els hi acompanyarà i tindrà un "flashback" que el deixarà glaçat.                                                                   |                                                          |                            |
| 43 | «La Casa de la recerca (House of Pursuit)»               | 6 de febrer de 2014        |
| L'Alfie explica a la Nina i companyia que recorda el ritual que va veure el cop que es va quedar tancat al soterrani, on hi participaven en Victor, la senyora Andrews i el senyor Winkler. Avui també apareixerà una altra pista amagada dins d'un dels cilindres que hi ha a les golfes. Mentrestant, en Victor s'adona que la Sarah encara podria estar viva i comença a buscar-la.                            |                                                          |                            |
| 44 | «La Casa de l'ahir (House of Yesterday)»                 | 6 de febrer de 2014        |
| En Jerome, gelós d'en Mick i de la Mara, decideix canviar de bàndol per fer que l'Amber guanyi les eleccions de l'escola. En Victor per fi localitza la Sarah a la residència i la fa anar a la Casa d'Anubis perquè li digui on hi ha amagada la copa d'Ankh. La Nina descobrirà que la Sarah ha estat a l'escola i que potser haurà de continuar la recerca tota sola.                                          |                                                          |                            |
| 45 | «La Casa de la victòria (House of Victory)»              | 7 de febrer de 2014        |
| Ha arribat l'hora de la veritat. Avui hi ha les eleccions de l'escola! En Mick intenta fer trampes perquè les guanyi la Mara, però en Jerome està al corrent de tot. D'altra banda, el Club Sibuna s'agafen amb resignació la notícia de la mort de la Sarah, que ha deixat a la Nina una capsa plena d'objectes misteriosos que parlen de la seva vida i de la família d'en Rufus Zeno.                          |                                                          |                            |
| 46 | «La Casa dels suborns (House of Bribes)»                 | 7 de febrer de 2014        |
| La Mara es posa feta una fúria quan s'assabenta que en Mick va fer trampes perquè guanyés ella les eleccions de l'escola. La Nina va a l'enterrament de la Sarah i, més tard, veu en Victor i en Rufus discutint-se. Sent que parlen de la Joy i que l'anomenen l'Escollida, però ells també saben que la Nina els ha estat escoltant.                                                                            |                                                          |                            |
| 47 | «La Casa del verí (House of Venom)»                      | 10 de febrer de 2014       |
| Després d'escoltar la conversa entre en Victor i en Rufus, i de saber que avui faran en Jason membre de ple dret de la Societat, la Nina i companyia decideixen tornar a baixar al soterrani, on són testimonis d'una de les trobades sinistres d'en Victor i el seu clan. D'altra banda, la Patricia intentarà trobar-se amb la Joy per descobrir si sap més coses de les que diu.                               |                                                          |                            |
| 48 | «La Casa de les estrelles (House of Stars)»              | 10 de febrer de 2014       |
| Havent presenciat la reunió d'en Victor i la seva Societat, la Nina té clar que ara la seva prioritat és trobar la copa d'Ankh abans que ells. La mala notícia és que en Victor ha posat un cadenat a la porta de les golfes i ara no podran recuperar les peces del puzle. Però encara hi ha una notícia pitjor: en Jerome ha decidit fer d'espia d'en Rufus Zeno.                                               |                                                          |                            |
| 49 | «La Casa de l'hostilitat (House of Harsh)»               | 11 de febrer de 2014       |
| La Nina i companyia decideixen tornar a baixar al soterrani per aconseguir una mica d'elixir i intentar desxifrar l'última pista. Aquesta vegada li tocarà a l'Alfie, però s'hi endurà uns walkie-talkies. Ho faran aquesta nit, perquè saben que en Victor sortirà fins tard. El que no tenen present és que en Jerome els podria sabotejar tota la missió.                                                      |                                                          |                            |
| 50 | «La Casa dels llums (House of Lights)»                   | 11 de febrer de 2014       |
| Després del fracàs de la missió del soterrani, en Jerome queda com el salvador de l'Alfie i el comença a pressionar perquè faci de doble agent i li passi informació del Club Sibuna. D'altra banda, la Nina descobreix que la pròxima pista podria ser a l'aranya de cristall, però aquesta vegada en Victor hi podria arribar abans que ells.                                                                   |                                                          |                            |
| 51 | «La Casa de la lleialtat (House of Allegiance)»          | 12 de febrer de 2014       |
| Després de molts entrebancs, en Mick i la Mara per fi fan les paus. L'Alfie té un daltabaix quan descobreix que en Jerome està treballant per en Rufus Zeno. L'última pista diu: "Dins el cor de l'orgull del meu rival, és on rau la relíquia final". La Nina i companyia busquen l'última pista, que es troba en un lloc d'allò més sorprenent... i fastigós.                                                   |                                                          |                            |
| 52 | «La Casa de la plaga (House of Pests)»                   | 12 de febrer de 2014       |
| En Victor decideix simular una plaga de ratolins a l'escola per desallotjar tots els residents de la Casa d'Anubis i, d'aquesta manera, tenir tota una nit per escorcollar-la de dalt a baix. La Nina i companyia s'empesquen un pla per aturar la recerca d'en Victor i recuperar les peces del puzle, però podria ser que fos massa tard.                                                                       |                                                          |                            |
| 53 | «La Casa de la traïció (House of Betrayal)»              | 13 de febrer de 2014       |
| En Víctor aconsegueix trobar l'elixir, les fotos i totes les proves, però la Nina i companyia tenen temps de recuperar les peces del puzle. La Nina decideix repartir les peces per seguretat entre els membres del Club Sibuna, però en Jerome veu que és l'oportunitat perfecta per robar la que li ha tocat a l'Alfie i donar-la a en Rufus Zeno.                                                              |                                                          |                            |
| 54 | «La Casa de les reserves (House of Revelation)»          | 13 de febrer de 2014       |
| L'Alfie encara no es pot creure que en Jerome li hagi pres la peça del puzle i l'hagi donat a en Rufus, que confirma que és una de les relíquies. En Fabian creu que les set peces del puzle podrien ser els trossos trencats de la copa d'Ankh. Només cal unir-les i per fi tindran la copa de la immortalitat. El problema és que ara una de les peces la té en Rufus.                                          |                                                          |                            |
| 55 | «La Casa del malvat (House of Heavy)»                    | 14 de febrer de 2014       |
| Després d'escoltar la confessió de l'Alfie, la Nina s'empesca un pla perquè en Rufus vagi a la Casa d'Anubis amb la peça que té del puzle. L'objectiu és prendre-li la peça, tancar-lo al soterrani i avisar en Victor. És arriscat i molt perillós, però és l'única manera que tenen de recuperar la peça que els falta per aconseguir la Copa d'Ankh.                                                           |                                                          |                            |
| 56 | «La Casa del silenci (House of Hush)»                    | 14 de febrer de 2014       |
| Després de recuperar la peça d'en Rufus, la Nina i companyia intenten unir les set peces per restaurar la Copa d'Ankh, sense saber que aquest ritual només es pot fer en una hora concreta, un dia concret i una sola vegada cada 25 anys. D'altra banda, l'Amber rep una invitació per anar al ball d'un tal rei Tut. Qui deu ser?                                                                               |                                                          |                            |
| 57 | «La Casa dels espies (House of Spies)»                   | 17 de febrer de 2014       |
| La Nina i companyia descobreixen que per restaurar la Copa d'Ankh al seu antic poder i glòria cal fer-ho en una hora i un dia concrets, però que, a més, ho ha de fer un descendent que porti la mateixa sang que l'Amneris, és a dir, l'Escollida, que pel que tenen entès és la Joy. Però en Victor també ho sap, tot això. I l'hora i el dia s'acosten...                                                      |                                                          |                            |
| 58 | «La Casa dels fiblons (House of Sting)»                  | 17 de febrer de 2014       |
| Avui és la nit del ball i l'Amber encara no té ni vestit ni parella per anar-hi. Aviat, però, sabrem qui és el misteriós rei Tut! De totes maneres, el ball és el que menys preocupa el Club Sibuna, que s'ensumen que els professors ho tenen tot a punt per l'hora de la veritat. Ha arribat el dia de muntar la copa de la immortalitat i en Rufus també té organitzat el seu pla d'atac.                      |                                                          |                            |
| 59 | «La Casa de mai més (House of Never)»                    | 18 de febrer de 2014       |
| S'acosta l'hora de la veritat i el pare de la Joy, l'Escollida, l'obliga a anar amb en Victor, que li ordena que munti la Copa d'Ankh. En Rufus, mentrestant, explica a la Nina i companyia que ni en Victor no coneix les conseqüències que pot comportar restaurar la copa de la immortalitat al seu antic poder i glòria.                                                                                      |                                                          |                            |
| 60 | «La Casa de sempre més (House of Forever)»               | 18 de febrer de 2014       |
| Després de comprovar que la Joy és incapaç de muntar la Copa d'Ankh, en Victor i companyia comencen a dubtar si és ella l'Escollida. És possible que sigui la Nina?! En Rufus encara no ho ha dit tot i farà el que faci falta per aconseguir la immortalitat. Després de tot el que ha passat, seran capaços d'unir-se els professors i els alumnes per aturar-lo?                                               |                                                          |                            |

### Segona temporada
| # | Títol                                                 | Data d'estrena a Catalunya |
| --- | ----------------------------------------------------- | -------------------------- |
| 61 | «La Casa de les benvingudes (House of Hello)»         | 19 de febrer de 2014       |
| Els estudiants tornen després de les vacances. Però, que vol evitar en Jerome i per què? Els Sibuna fan una reunió a mitjanit a les golfes i troben una casa de nines clavada a la casa d'Anubis. La Nina també busca un nou amagatall per a la Copa allà. Però i si en Victor trobar la troba? |                                                       |                            |
| 62 | «La Casa de les nines (House of Dolls)»               | 19 de febrer de 2014       |
| L'Amber lamenta haver promès ser la novia de l'Alfie. D'altra banda, en Víctor es plateja buscar el llibre d'Isis, un antic llibre que menciona com crear l'Elixir de la Vida Eterna. Ell troba una pista important. La Nina, sent xiuxiuejar la Copa. Ha llançat ella una cosa dolenta des del seu interior...? |                                                       |                            |
| 63 | «La Casa dels esperits (House of spirits)»            | 20 de febrer de 2014       |
| En Jerome fa xantatge a un estudiant de setè curs, mentre Alfie fa galetes per impressionar l'Amber. La Nina té un malson, inspirada per l'enigma d'en Victor que ella ha escoltat. L'enigma es refereix al llibre d'Isis i Llàgrimes d'Or. Aquesta nit, l'esperit de Senkhara emergeix de la Copa. |                                                       |                            |
| 64 | «La Casa del xantatge (House of Blackmail)»           | 20 de febrer de 2014       |
| La Trudy neteja les golfes i l'Alfie salva la casa de nines de les escobraries per donar-li a l'Amber. No obstant això, ningú s'ha adonat que la casa de nines treu fum. Després s'adonen que qui fa xantage a en Jerome és la seva germana Poppy. D'altra banda, en Víctor està convençut que trobarà el llibre d'Isis en una exposició itinerant. La Senkhara amenaça a la Nina dient-li que triï entre trobar la màscara d'Anubis o morir. |                                                       |                            |
| 65 | «La Casa de les rivals (House of Rivals)»             | 21 de febrer de 2014       |
| La Mara ha descobert que la família de Mick s'està traslladant a Austràlia. La cara de l'Alfie surt en una revista per impressionar a la Nina. I en Fabian escriu un poema per a la Nina. En Victor fa servir una oferta escolar per celebrar l'Exposició i la Nina s'adona que necessita la màscara d'Anubis per fer el seu elixir elixir. Qui l'obtindrà primer?                                                                            |                                                       |                            |
| 66 | «La Casa de les cares (House of Faces)»               | 21 de febrer de 2014       |
| Hi ha una rèplica de la màscara d'Anubis a l'Exposició. La Nina i en Fabian volen veure-la, per la qual cosa s'uneixen a l'equip de la candidatura. Unes fotos de l'Alfie es pengen en una revista de podologia i la Poppy llegeix una carta que en Jerome ha estat ocultant. L'intent d'en Fabian de llegir el seu poema a la Nina falla i ella té un somni aterridor de la Senkhara.                                                        |                                                       |                            |
| 67 | «La Casa dels mites (House of Myths)»                 | 24 de febrer de 2014       |
| La Mara es canvia a si mateixa per deixar marxar a en Mick. En Jerome troba el poema d'en Fabian per la Nina i pensa un pla. La Senkhara deixa la seva empremta a la Nina. I el padrí d'en Fabian, en Jasper, informa a la nina Nina sobre la marca i la màscara. Ell creu que és un mite i que la màscara no existeix. I la casa de nines comença a comunicar amb la Nina...                                                                 |                                                       |                            |
| 68 | «La Casa dels malsons (House of Nightmares)»          | 24 de febrer de 2014       |
| La Nina cada vegada està més convençuda que la màscara d'Anubis és a l'escola, i que la casa de les nines és la clau de tot plegat. Aviat la nina deixarà de ser l'única que porta la marca de Senkhara. D'altra banda, la Poppy, germana d'en Jerome, descobreix que el senyor Sweets coneixia el seu pare i que tots dos van ser a la Casa d'Anubis.                                                                                        |                                                       |                            |
| 69 | «La Casa de les combinacions (House of Combinations)» | 25 de febrer de 2014       |
| El mapa que ha sortit del calaix de la casa de les nines porta la Nina i en Fabian fins a una porta secreta que es troba al soterrani, però els falta el codi correcte per entrar-hi i en Victor els acaba enxampant. D'altra banda, en Fabian no es decideix a explicar a la Nina que ell també porta la marca del xacal, és a dir, la marca d'Anubis.                                                                                       |                                                       |                            |
| 70 | «La Casa dels desenganys (House of Heartbreak)»       | 25 de febrer de 2014       |
| L'Amber salva "in extremis" la Nina i en Fabian d'en Victor, que els havia enxampat al soterrani mentre buscaven la porta secreta que apareixia al mapa del calaix de la casa de nines. La Joy troba el poema que en Fabian ha escrit per a la Nina i es pensa que és per a ella. Per fi l'escola acollirà l'exposició Tresors d'Egipte i la Nina descobreix el codi per accedir a la porta secreta del soterrani.                            |                                                       |                            |
| 71 | «La Casa dels túnels (House of Tunnels)»              | 26 de febrer de 2014       |
| La Nina, per fi, descobreix que en Fabian també té la marca d'Anubis i l'Amber se'ls uneix per continuar buscant els túnels amb l'ajuda dels amulets i del diari d'en Robert Frobisher-Smythe, el pare de la Sarah. Aviat, la Nina i en Fabian trobaran uns túnels amagats darrere dels prestatges del soterrani, però no sabran ben bé com entrar-hi.                                                                                        |                                                       |                            |
| 72 | «La Casa dels adéus(House of Goodbye)»                | 26 de febrer de 2014       |
| En Mick ja té coll avall que se'n va a viure a Austràlia, però no és pas l'únic que abandona l'escola, i és que a la Trudy li han ofert una feina d'ajudant del comissari de l'exposició. D'altra banda, en Jerome contracta un detectiu privat perquè busqui el seu pare. La Nina descobreix un ocell al prestatge i l'Amber el reconeix com el símbol de Thot, el déu de la saviesa.                                                        |                                                       |                            |
| 73 | «La Casa de la protecció (House of Protection)»       | 27 de febrer de 2014       |
| Després de quedar-se atrapada darrere del prestatges, l'Amber explica que ha vist una mena de llampec que l'ha deixat mig cega. La Nina i en Fabian s'adonen que l'únic que els pot protegir del llampecs i de les trampes que s'aniran trobant són els amulets. Avui també arriba la Vera Devenish, la nova governanta i substituta de la Trudy, que de seguida s'entén amb en Victor.                                                       |                                                       |                            |
| 74 | «La Casa de les lletres (House of Letters)»           | 27 de febrer de 2014       |
| La Nina i en Fabian continuen explorant els túnels i, de moment, tenen una porta sense clau, uns prestatges plens de llibres amb el símbol de Thot i un anagrama que diu Rebtro. Aviat descobriran que la clau de tot plegat està a les tapes d'uns llibres que podrien ser a la Biblioteca Frobisher. En Jerome llegeix una carta que el seu pare va enviar a la seva mare i descobreix una cosa sorprenent.                                 |                                                       |                            |
| 75 | «La Casa de qui? (House of Who?)»                     | 28 de febrer de 2014       |
| La Patricia es discuteix amb l'Eddie, el nou alumne americà que acaba d'arribar a la casa d'anubis. L'Amber sorprèn la Nina trobant el llibre que els falta per continuar la recerca dels túnels i localitzar la màscara d'Anubis. La Vera, la nova governanta, es troba d'amagat amb en Jasper, el padrí d'en Fabian, i no queda gens clar quina una en porten de cap.                                                                       |                                                       |                            |
| 76 | «La Casa del frau (House of Frauds)»                  | 28 de febrer de 2014       |
| La Mara descobreix que l'acte que en Jerome ha organitzat per recollir diners és una estafa per poder continuar pagant el detectiu privat per localitzar el seu pare. L'Eddie, l'alumne nou, comença a fer-se notar per l'escola. La Vera i en Victor cada cop s'entenen més i no perden de vista la Nina i en Fabian. Avui Senkhara entrarà als somnis de l'Amber i també la marcarà.                                                        |                                                       |                            |
| 77 | «La Casa de la fortuna (House of Chance)»             | 3 de març de 2014          |
| En Fabian explica a la Joy que el poema que va trobar i que es pensava que l'havia escrit per a ella, era, en realitat, un deure per a la senyora Andrews. La Nina i en Fabian encara no tenen clar què és el misteriós cub que es van trobar després d'haver resolt l'enigma al túnel, però aviat en Jasper els el podria robar per entregar-lo al Col·leccionista.                                                                          |                                                       |                            |
| 78 | «La Casa de les divisions (House of Divides)»         | 3 de març de 2014          |
| Mentre la Joy continua organitzant el ball de màscares per a la inauguració de l'exposició, la Nina descobreix la manera de transformar el cub en la clau que obrirà la primera porta dels túnels. El Club Sibuna aviat anirà a investigar el túnel número dos, per descobrir que hi ha amagades un munt de trampes que poden arribar a ser mortals.                                                                                          |                                                       |                            |
| 79 | «La Casa de les esclafades (House of Crushes)»        | 4 de març de 2014          |
| El Club Sibuna descobreix que el segon túnel és una mena de xarranca, però en versió egípcia. El problema és que si no segueixen bé la seqüència, el sostre començarà a baixar i es convertirà en una trampa mortal. En Jerome, després del fracàs del seu pla per recollir diners, comença a tenir problemes greus amb en Roper, el detectiu privat que va contractar.                                                                       |                                                       |                            |
| 80 | «La Casa del vertígen (House of Vertigo)»             | 4 de març de 2014          |
| La Nina, l'Amber i en Fabian descobreixen que la clau per trobar la seqüència correcte que els permetrà superar la prova de la xarranca és a la casa de les nines. Ja falta menys perquè comenci el ball de les màscares i la Nina acut a la crida de l'esperit de Senkhara, sense saber que es podria tractar d'una trampa. |                                                       |                            |
| 81 | «La Casa de la pressió(House of Pressure)»            | 5 de març de 2014          |
| Aquesta nit l'Amber, en Fabian i la Nina han somiat el mateix, que l'esperit feia caure la Nina al pou. Mentre la Joy continua anant de bòlit organitzant el ball de les màscares, que és aquesta nit, el Club Sibuna s'enfronten al repte del joc de la xarranca, conscients que, si no completen bé la seqüència, el sostre els pot acabat esclafant a tots tres.                                                                           |                                                       |                            |
| 82 | «La Casa del dejà-vu (House of Deja Vu)»              | 5 de març de 2014          |
| Per fi ha arribat la nit del ball de les màscares! L'Eddie posa la Patricia en un compromís per culpa de la música. D'altra banda, després de superar el repte del joc de la xarranca, la Nina, l'Amber i en Fabian es troben davant d'un desafiament encara més gran. A més, la Nina cada vegada té més por que el somni que van tenir tots tres s'acabi fent realitat.                                                                      |                                                       |                            |
| 83 | «La Casa de les captuxes (House of Hoods)»            | 6 de març de 2014          |
| La Nina per fi descobreix com ho han de fer per travessar el pou, però quan se'n va a dir-ho a en Fabian, se'l troba quan fa un petó amb la Joy. En Jerome i l'Alfie desafien l'Eddie a treure a ballar la "terrible" Patricia, convençuts que no se'n sortirà. D'altra banda, el Col·leccionista va a veure en Jasper per reclamar-li la clau.                                                                                               |                                                       |                            |
| 84 | «La Casa de l'engany (House of Deceit)»               | 6 de març de 2014          |
| Mentre en Jerome llegeix la carta que el seu pare va enviar a la Poppy, la Nina, molt enfadada pel petó que s'han fet en Fabian i la Joy, se'n va cap als túnels. Tot i el mal rotllo, decideix explicar a en Fabian i a l'Amber que ha descobert la manera de travessar el pou. La clau és una palanca que hi ha dins d'una boca de cocodril. En Victor cada cop està més a prop de descobrir els túnels.                                    |                                                       |                            |
| 85 | «La Casa de Sibuna (House of Sibuna)»                 | 7 de març de 2014          |
| En Jerome llegeix que el seu pare vol que els vagi a veure a la presó. La Patricia suavitza la seva relació amb l'Eddie, però després descobreix que havia fer una aposta per treure-la a ballar. L'Amber, la Nina i en Fabian es veuen obligats a demanar a la Patricia i a l'Alfie que els ajudin a moure el pont que els permetrà travessar el pou i trobar la màscara d'Anubis.                                                           |                                                       |                            |
| 86 | «La Casa de les represàlies (House of Payback)»       | 7 de març de 2014          |
| Mentre el Club Sibuna continua practicant la manera de travessar el pou, en Victor troba el mapa dels túnels i el copia. L'Alfie es veu incapaç de deixar l'Amber i la Patricia comença a preparar la venjança per a l'Eddie. En Jerome decideix anar a veure el seu pare a la presó amb la Mara. Aviat els Sibuna es trobaran una altra sorpresa al soterrani.                                                                               |                                                       |                            |
| 87 | «La Casa dels pèndols (House of Pendulums)»           | 10 de març de 2014         |
| En Victor i la Vera s'amaguen al soterrani i veuen la Nina introduint el codi per accedir a l'avantcambra. Mentre el Club Sibuna continua practicant per passar la prova dels pènduls, que els permetrà travessar el pou, el pla de la Patricia per venjar-se de l'Eddie fracassa de manera estrepitosa. Més tard, els Sibuna entren a l'avantcambra i s'hi troben en Victor.                                                                 |                                                       |                            |
| 88 | «La Casa de l'atzucac (House of Impasse)»             | 10 de març de 2014         |
| El feix de llum encega en Victor a l'avantcambra dels túnels, els Sibuna se n'escapen pels pèls i finalment aconsegueixen travessar el pont, però només per descobrir que es tracta d'un túnel sense sortida. És evident que se'ls escapa alguna cosa. Després de totes les peripècies, Senkhara, que està més enfadat que mai, decideix marcar-los tots.                                                                                     |                                                       |                            |
| 89 | «La Casa de l'ajuda (House of Help)»                  | 11 de març de 2014         |
| En Victor recupera la vista i descobreix que la màscara d'Anubis és al final dels túnels. En Jerome per fi se'n va a visitar el seu pare, però s'adona que la Poppy li ha passat al davant. El Club Sibuna troben un túnel nou que cada cop s'estreny més i que finalment s'acaba ensorrant. L'Alfie és el que en surt més malparat i s'hi queda atrapat.                                                                                     |                                                       |                            |
| 90 | «La Casa de les fòbies (House of Phobias)»            | 11 de març de 2014         |
| L'Amber intenta salvar l'Alfie del túnel que s'ha ensorrat, però no se'n surt. Al final és en Fabian el que treu les castanyes del foc. Tot plegat podria provocar la ruptura definitiva entre l'Amber i l'Alfie. En Victor s'adona que l'Amber porta l'amulet penjat al coll i decideix confiscar les joies de tot l'alumnat. Ara en Victor és l'únic que pot entrar als túnels.                                                             |                                                       |                            |
| 91 | «La Casa d'Isis (House of Isis)»                      | 12 de març de 2014         |
| En Victor decideix explorar els túnels, però s'adona que no hi ha sortida. La Nina i companyia saben que sense els amulets seran incapaços de trobar la màscara i decideixen organitzar un pla per recuperar-los. El pare d'en Jerome li encomana una missió molt important. La Vera troba el Llibre d'Isis, l'hi dona a en Victor, però li amaga alguna cosa.                                                                                |                                                       |                            |
| 92 | «La Casa dels tocs de queda (House of Curfews)»       | 12 de març de 2014         |
| Els Sibuna ja tenen a punt el pla per prendre els amulets a en Victor: li faran la vida impossible per no deixar-lo dormir i quan per fi s'adormi, estarà tan cansat que els hi podran treure del coll. En Jerome està decidit a dur a terme la missió que li va encomanar el seu pare: entrar a la Biblioteca Frobisher per buscar una gemma que hi ha en una antiga armadura.                                                               |                                                       |                            |
| 93 | «La Casa dels culs de sac (House of Dead-Ends)»       | 13 de març de 2014         |
| En Jerome explica a la Mara la missió impossible que li ha encomanat el seu pare i ella descobreix que l'armadura és al despatx del senyor Sweets. El Club Sibuna ha aconseguit recuperar els amulets i es disposen a entrar al claustrofòbic túnel dels horrors. La Nina és la primera que comença a sentir tot de sorolls esgarrifosos. Pot ser que a dins hi hagi la seva àvia cridant?!                                                   |                                                       |                            |
| 94 | «La Casa de les teranyines (House of Webs)»           | 13 de març de 2014         |
| Finalment la Nina troba un mecanisme que li permet obrir una porta i continuar explorant els túnels. A l'interior hi troben una mena de fils plens de verí que l'Alfie acaba tocant. En Jerome continua fent plans per entrar al despatx d'en Sweets i l'Alfie li dona la idea de fer-ho amb el joc de l'oca. La Vera, mentrestant, troba un altre amulet, però no queda clar què en vol fer.                                                 |                                                       |                            |
| 95 | «La Casa de les aparences (House of Fronts)»          | 14 de març de 2014         |
| Per evitar que els Sibuna descobreixin que ha desaparegut l'amulet de la casa de nines, en Victor i la Vera decideixen que en faran una còpia, però la Trudy comença a sospitar que la Vera sap més coses del que sembla. L'oca de l'Alfie s'acaba cruspint la gemma del pare d'en Jerome i en Fabian demana consell a l'Amber sobre la Joy, que li ha demanat per sortir.                                                                    |                                                       |                            |
| 96 | «La Casa dels guardians (House of Keepers)»           | 14 de març de 2014         |
| Mentre la Trudy comparteix les sospites que té sobre la Vera amb la senyora Andrews, en Victor i la Vera aconsegueixen canviar l'amulet de la casa de les nines per un de fals. L'Eddie i la Patricia surten de la casa d'anubis sense permís per anar a jugar futbol americà i a ella li cau el seu amulet, que l'acaba trobant algú que no se sap qui és.                                                                                   |                                                       |                            |
| 97 | «La Casa dels periodistes (House of Hacks)»           | 17 de març de 2014         |
| La senyora Andrews encarrega a la Mara un treball de periodisme d'investigació per descobrir qui és la Vera, en realitat. Per fi l'oca expulsa la gemma del pare d'en Jerome, però a la Mara li cau per la pica. La Patricia fa servir l'amulet fals per entrar al túnels i com que no la protegeix, s'ha de quedar enrere. Mentre espera els altres, sent que s'acosta algú.                                                                 |                                                       |                            |
| 98 | «La Casa de les picades (House of Stings)»            | 17 de març de 2014         |
| Mentre la Nina i companyia exploren els fils de la teranyina, la Patrica els avisa que s'acosta en Victor, que acaba sortint molt malparat dels túnels. El senyor Sweets explica a la Mara que en Jasper va recomanar la Vera per fer de governanta de l'escola. Més tard, la Vera enxampa en Jerome intentant recuperar la gemma de l'interior de la pica.                                                                                   |                                                       |                            |
| 99 | «La Casa de la traïció (House of Double-Cross)»       | 18 de març de 2014         |
| En Jerome s'ha quedat sense la gemma, però ara, gràcies a la Poppy, té l'amulet de la Patricia. La Nina i en Fabian intentaran recuperar la gemma de l'habitació de la Vera per intercanviar-la amb en Jerome per l'amulet. Més tard, a la casa de les nines, la Nina hi veu un enigma que diu que si segueix el fil d'argent del destí, trobarà el forat de l'armer i l'erudit.                                                              |                                                       |                            |
| 100 | «La Casa dels cables (House of Wires)»                | 18 de març de 2014         |
| En Jerome per fi ha recuperat la gemma, però ara ha descobert que l'escut Frobisher, que és on l'ha de col·locar, ja no és a l'escola. La Patricia diu a la Joy que li agrada l'Eddie i ell ho sent. Mentrestant, la Nina i companyia continuen intentant desxifrar l'enigma del fil d'argent, que els podria portar fins a un quadre dels Frobisher-Smythe que hi ha al menjador.                                                            |                                                       |                            |
| 101 | «La Casa de l'enveja (House of Envy)»                 | 19 de març de 2014         |
| En Victor està traduint el Llibre d'Isis, però s'hi troba més complicacions de les que s'esperava. L'Eddie intenta que la Patricia reconegui que està enamorada d'ell i en Fabian ha quedat amb la Joy per anar a veure una pel·lícula, però no acaba de quedar clar si es tracta o no d'una cita. La Nina, dolguda, decideix anar a veure la teranyina sense en Fabian, una decisió de la qual es penedirà.                                  |                                                       |                            |
| 102 | «La Casa dels noms (House of Names)»                  | 19 de març de 2014         |
| L'Eddie i la Patricia es porten malament a classe, però el senyor Sweets només castiga la Patricia. L'Alfie i en Jerome s'adonen que si volen recuperar l'escut Frobisher, que és on va la gemma, l'hauran de guanyar en un partit de ping-pong contra una escola rival. La Mara descobreix que els expedients de la Vera estan plens de mentides.                                                                                            |                                                       |                            |
| 103 | «La Casa de les proves (House of Evidence)»           | 20 de març de 2014         |
| La Mara continua recopilant proves contra la Vera i el Club Sibuna s'adona que per superar la prova de la teranyina els caldran tot de productes químics. La Nina per fi descobreix que la Senkhara és el governant oblidat i que va ser ella la que la va alliberar a la casa d'anubis. En Victor, d'altra banda, descobreix que ell sol podrà aconseguir la màscara d'Anubis.                                                               |                                                       |                            |
| 104 | «La Casa dels genis (House of Genius)»                | 20 de març de 2014         |
| En Jerome s'adona que necessitarà ajuda per recuperar l'escut Frobisher, però mai s'hauria imaginat que la seva parella de competició seria l'Amber. La Nina i en Fabian veuen en Victor amb tot de productes químics i es comencen a témer el pitjor. L'Eddie diu a la Mara que publiqui l'article de les mentides de la Vera al web de l'escola.                                                                                            |                                                       |                            |
| 105 | «La Casa de les calúmnies (House of Slander)»         | 21 de març de 2014         |
| L'Alfie està molt content que en Jerome l'hagi fet entrenador de l'equip de ping-pong i la Vera no s'agafa gens bé que la Mara hagi publicat l'article al web de l'escola. En Victor aconsegueix desxifrar els enigmes dels productes químics i la Senkhara confirma que l'Escollida haurà de pagar el seu fracàs. |                                                       |                            |
| 106 | «La Casa de les presses (House of Hasty)»             | 21 de març de 2014         |
| La Mara i la Vera s'enfronten cara a cara en una audiència per determinar la certesa de l'article escrit per la Mara, però la Mara no sap que el seu testimoni principal es posarà de part de la Vera. En Fabian creu que ha desxifrat els enigmes dels productes químics, però la Nina sospita que en Victor els pot haver passat al davant.                                                                                                 |                                                       |                            |
| 107 | «La Casa de les lamentacions (House of Sorry)»        | 24 de març de 2014         |
| Després de l'expulsió de la Mara, descobrim que la Vera ha subornat el testimoni que l'havia d'inculpar, en fer-se passar pel senyor Hendry, que en realitat, està mort. De totes maneres, la Trudy continua sospitant de la Vera i la senyora Andrews dimiteix per salvar la Mara. La Patricia descobreix un secret molt ben amagat de l'Eddie i la Nina rep una mala notícia de la seva àvia.                                               |                                                       |                            |
| 108 | «La Casa de les malediccions (House of Hex)»          | 24 de març de 2014         |
| Per fi ha arribat el dia del torneig de ping-pong i en Jerome té molta por de decebre el seu pare. La Senkhara està molt enfadada perquè en Victor s'està avançant i li diu a la Nina que, en nom de Meretseger, la deessa del càstig i la misericòrdia, la castiga a castigar. Més tard, la Nina té una visió terrorífica del que pot arribar a passar en un futur no gaire llunyà.                                                          |                                                       |                            |
| 109 | «La Casa del silenci (House of Silence)»              | 25 de març de 2014         |
| L'Alfie descobreix que els rivals d'en Jerome han fet servir pilotes trucades i això fa que encara tingui possibilitats de guanyar el partit. En Victor es queda sord intentant superar la pròxima prova. La Nina descobreix que els seus amics estan maleïts per culpa seva i la Senkhara li confirma que la situació anirà empitjorant fins que no compleixi el que li va ordenar.                                                          |                                                       |                            |
| 110 | «La Casa dels avisos (House of Warnings)»             | 25 de març de 2014         |
| El Club Sibuna per fi descobreix que en Victor té un amulet i que ha vist tot el que ha passat als túnels. La Patricia continua sense veu i l'Eddie no pot parlar amb ella, en Fabian continua perdent la memòria, l'Alfie fent-se petit i l'Amber fent-se vella. Més tard, als túnels, l'Alfie toca una melodia que no és i el sostre es comença a esfondrar.                                                                                |                                                       |                            |
| 111 | «La Casa de la categoria (House of Status)»           | 26 de març de 2014         |
| El Club Sibuna descobreixen a la casa de les nines la melodia que han de tocar per passar la prova i treure's de sobre les malediccions. Es tracta de la cançó d'Hathor, una peça de l'antic Egipte que ningú no sap com sona. L'Amber, tot i que no para d'envellir, accepta ser la protagonista d'un anunci de l'escola a internet. |                                                       |                            |
| 112 | «La Casa dels laments (House of Laments)»             | 26 de març de 2014         |
| La Mara creu que en Mick surt amb una altra noia i el vol fer posar gelós fent veure que s'ha enamorat d'en Jerome. El rejoveniment de l'Alfie cada cop s'accelera més, però la bona notícia és que la Nina per fi comença a tenir pistes de com s'ha d'interpretar la cançó d'Hathor. Mentrestant, en Victor i la Vera preparen un pla per robar una esquella de l'exposició i culpar-ne els Sibuna.                                         |                                                       |                            |
| 113 | «La Casa dels robatoris (House of Heists)»            | 27 de març de 2014         |
| La Vera aconsegueix robar l'esquella de l'exposició, que és l'instrument que els falta per tocar bé la melodia, a part de les quatre trompetes. A més, fa que en Fabian quedi com el culpable. Mentrestant, la Nina es veu obligada a demanar-li a la Senkhara que li ensenyi la cançó d'Hathor, i li confirma que es tracta d'una melodia verinosa.                                                                                          |                                                       |                            |
| 114 | «La Casa de les coartades (House of Alibis)»          | 27 de març de 2014         |
| La pèrdua de memòria d'en Fabian fa que sigui incapaç de trobar una coartada que convenci la Trudy que ell no ha robat l'esquella de l'exposició, però més tard troba la nota on predeia que la Vera robaria una peça. L'Eddie es queda de pedra quan la Patricia li diu que no havia fet mai un petó a cap noi. L'Amber continua envellint i l'Alfie ja s'ha convertit en un bebè.                                                           |                                                       |                            |
| 115 | «La Casa de la desmemòria (House of Oblivion)»        | 28 de març de 2014         |
| En Fabian ja és incapaç de recordar el seu nom i no reconeix ni la Nina. La Vera col·loca l'esquella a l'habitació d'en Fabian i el Club Sibuna la fan servir per interpretar la cançó d'Hathor, superar la prova i treure's de sobre les malediccions. Les celebracions no duren gaire estona, perquè en Victor i la Vera posen en marxa el seu pla.                                                                                         |                                                       |                            |
| 116 | «La Casa de la tafaneria (House of Snoops)»           | 28 de març de 2014         |
| El pla d'en Victor i la Vera no acaba de sortir com s'esperaven i el Club Sibuna aconsegueixen tornar l'esquella a la biblioteca. Més tard, mentre l'Alfie, en Fabian i la Nina exploren el que representa que és l'últim túnel, la Patricia reconeix que els ha estat amagant un secret. Mentrestant, la Trudy descobreix que va ser la Vera la que va robar l'esquella.                                                                     |                                                       |                            |
| 117 | «La Casa dels reflexos (House of Reflections)»        | 31 de març de 2014         |
| L'enigma de la pròxima prova deixa clar que només falta una prova per arribar a la màscara d'Anubis. Per superar-la, el Club Sibuna ha de trobar sis objectes brillants, però encara no saben de què es tracta. L'Eddie li torna a fer un petó a la Patrícia, però en realitat li fa a la Piper. D'altra banda, la Trudy desapareix, però abans deixa una nota misteriosa per en Jasper.                                                      |                                                       |                            |
| 118 | «La Casa dels infiltrats (House of Stooges)»          | 31 de març de 2014         |
| En Victor troba el primer dels sis reflectors, un falcó que desvia la llum per formar una constel·lació. La Nina i l'Amber descobreixen que a la caixa de música de la Sarah hi ha un altre reflector. En Jerome es comença a preocupar quan s'adona que en Jasper cada cop està més obsessionat amb la gemma. El senyor Sweet convida l'Eddie i la Patricia a sopar i ella accepta la invitació.                                             |                                                       |                            |
| 119 | «La Casa dels zodíacs (House of Zodiacs)»             | 1 d'abril de 2014          |
| La cursa per trobar els sis reflectors continua més viva que mai. Les pistes podrien ser en una carta zodiacal on hi ha sis espais pels símbols que estan buits. El senyor Sweet no s'acaba de creure que la gemma de l'escut Frobisher no sigui l'autèntica, tal com assegura en Jerome. Mentrestant, la Piper es presenta al restaurant fent-se passar per la Patricia i enreda l'Eddie i en Sweets.                                        |                                                       |                            |
| 120 | «La Casa dels comptes (House of Reckoning)»           | 1 d'abril de 2014          |
| La Nina descobreix que en Victor també té el zodíac i que és més complet que el que tenen el Club Sibuna. L'Amber en fa una còpia, però en Fabian és incapaç de desxifrar-ne cap símbol. Mentrestant, en Jerome entra a l'ordinador d'en Jasper i descobreix que treballa pel Col·leccionista. A més, troba una carta codificada de la Trudy demanant ajuda.                                                                                  |                                                       |                            |
| 121 | «La Casa dels tractes (House of Trades)»              | 2 d'abril de 2014          |
| En Jerome descobreix que el Col·leccionista ha segrestat la Trudy, i que per rescatar-la haurà de robar algun objecte que pertanyia als Frobisher-Smythe. Després de trobar unes quantes pistes més, el Club Sibuna descobreixen una porta secreta, però s'adonen que per obrir-la, els caldrà recuperar l'amulet de l'Ibis, el que precisament té en Victor.                                                                                 |                                                       |                            |
| 122 | «La Casa de la màgia (House of Magic)»                | 2 d'abril de 2014          |
| L'Alfie i la Piper cada cop estan més units, però una discussió molt forta amb la Patricia fa que la Piper es repensi el futur. En Jerome comença a buscar relíquies dels Forbisher-Smythe i troba la casa de nines de la Sarah. Durant un sopar on també hi ha en Gustav, l'Alfie intentarà aprofitar el seu talent com a mag per apoderar-se de l'amulet d'en Victor.                                                                       |                                                       |                            |
| 123 | «La Casa dels trucs (House of Tricks)»                | 3 d'abril de 2014          |
| Gràcies a la màgia de l'Alfie, el Club Sibuna han pogut recuperar l'amulet d'en Victor. La Patricia es queda desfeta quan l'Eddie li comenta que li va fer un petó a la Piper. En Jerome, d'altra banda, creu que la Vera li ha robat la casa de nines de la Sarah, i la Nina i en Fabian descobreixen que la Vera també va darrere de la màscara d'Anubis.                                                                                   |                                                       |                            |
| 124 | «La Casa dels murmuris (House of Whispers)»           | 3 d'abril de 2014          |
| La Joy encarrega a l'Eddie i a la Mara de fer un article sobre la història de l'escola per penjar-lo al web. En Victor i la Vera descobreixen que l'Alfie els va enredar per prendre'ls l'amulet. En Fabian sent en Jerome i en Jasper planejant alguna cosa a la biblioteca i la Patricia, sense voler, revela la identitat de l'Eddie davant de tota l'escola.                                                                              |                                                       |                            |
| 125 | «La Casa dels dobles jocs (House of Duplicity)»       | 4 d'abril de 2014          |
| Tant en Victor com el Club Sibuna continuen buscant el reflector del falcó. En Fabian continua dubtant d'en Jasper per la conversa que va tenir amb en Jerome. Tot i ser el seu padrí, creu que el podria arribar a trair. D'altra banda, l'Eddie, mentre busca informació per l'article que ha d'escriure sobre l'escola, es troba una imatge de la Senkhara.                                                                                |                                                       |                            |
| 126 | «La Casa de les aparicions (House of Hauntings)»      | 4 d'abril de 2014          |
| Després de descobrir la imatge de la Senkhara, l'Eddie i la Mara decideixen col·locar una càmera a l'escola per descobrir si realment es tracta d'un fantasma. La Nina descobreix que la nina de la Sarah reflecteix un falcó, però en Jerome l'acaba robant per entregar-l'hi a en Jasper. Quan ell la porta al Col·leccionista, també s'hi troba la Vera.                                                                                   |                                                       |                            |
| 127 | «La Casa de les col·leccions (House of Collections)»  | 7 d'abril de 2014          |
| El Col·leccionista li diu a en Jasper que no li interessa la nina de la Sarah, però la Vera s'adona que l'ull de vidre de la nina podria ser un altre dels reflectors. En Jerome, aleshores, es veu obligat a robar la casa de nines de la Sarah, però no és conscient que la càmera que van col·locar l'Eddie i la Mara el podria estar gravant.                                                                                             |                                                       |                            |
| 128 | «La Casa de les especulacions (House of Speculation)» | 7 d'abril de 2014          |
| El Club Sibuna troben el seu tercer reflector en un mosaic verd que estava penjat al vestíbul, però ara en Fabian sap que en Jasper l'ha estat enganyant. L'Eddie i la Mara per fi aconsegueixen una foto del seu "fantasma". Amb aquesta prova i la teoria de la Mara que el fantasma podria ser el governant oblidat, l'article podria posar en perill la missió secreta dels Sibuna.                                                       |                                                       |                            |
| 129 | «La Casa del sabotatge (House of Sabotage)»           | 8 d'abril de 2014          |
| Després de l'intent fracassat de l'Alfie d'infectar el portàtil de l'Eddie amb un virus per carregar-se la foto del fantasma, la Nina decideix que la solució és que en Fabian convenci la Joy que no es publiqui l'article. L'Alfie i l'Amber li roben la càmera a l'Eddie i es queden de pedra quan veuen en Jerome robant la casa de nines de la Sarah.                                                                                    |                                                       |                            |
| 130 | «La Casa de les set vides (House of Nine Lives)»      | 8 d'abril de 2014          |
| La condició que la Joy li posa a en Fabian per no publicar l'article que podria posar en perill la missió secreta del Club Sibuna és que li faci un petó, però en Fabian és incapaç de fer-ho. L'Amber i l'Alfie s'encaren amb en Jerome per haver robat la casa de nines de la Sarah i finalment els dona una notícia que els deixa glaçats: en Rufus ha tornat.                                                                             |                                                       |                            |
| 131 | «La Casa de les falsificacions (House of Forgeries)»  | 9 d'abril de 2014          |
| La notícia de la tornada d'en Rufus fa que el Club Sibuna s'encarin amb en Jasper i el convencin de trobar-se amb el Col·leccionista amb la intenció d'oferir-li una falsificació de la màscara i aprofitar per rescatar la Trudy. El problema és que si el pla no els surt tal com el tenen previst, la Nina i companyia es podrien trobar en la mateixa situació que la Trudy.                                                              |                                                       |                            |
| 132 | «La Casa dels segrestos (House of Hijack)»            | 9 d'abril de 2014          |
| El pla per salvar la Trudy ha anat molt malament i la Vera ha acabat tancant la Nina i companyia en un paller. L'intent desesperat de l'Alfie per rescatar els seus amics acaba amb la casa de nines de la Sarah destrossada i la Trudy inconscient i amnèsica. La Senkhara, que sap que en Victor té els tres reflectors, ha assegurat que si no abandona la cerca, no tindrà compassió.                                                     |                                                       |                            |
| 133 | «La Casa de la petrificada (House of Freeze)»         | 10 d'abril de 2014         |
| Algú ha penjat un article al web de l'escola parlant molt malament de la Nina, però la Mara assegura que no ha estat en Jack Xacal. En Victor està decidit a tornar els reflectors per salvar la Vera de la ira de la Senkhara. Ara la prioritat dels Sibuna és recuperar els reflectors, completar la constel·lació i trobar la màscara per entregar-la a la Senkhara.                                                                       |                                                       |                            |
| 134 | «La Casa del temps mort (House of Timeout)»           | 10 d'abril de 2014         |
| Ara la Vera té la marca d'Anubis i el Club Sibuna han recuperat els reflectors, però se'ls acaba el temps per completar la constel·lació. Si no ho aconsegueixen ara, estan perduts. Mentrestant, l'àvia de la Nina cada cop està més malament de salut i en Fabian descobreix una cosa a l'hospital que deixa la Nina totalment destrossada.                                                                                                 |                                                       |                            |
| 135 | «La Casa dels reflectors (House of Reflectors)»       | 11 d'abril de 2014         |
| El Club Sibuna descobreixen que la Joy és la que va escriure l'article que deixava tan malament la Nina i decideixen fer-li el buit. La Patricia, que sap que el rellotge és de l'àvia de la Nina, té una idea per arreglar la seva vida amorosa amb l'Eddie i per ajudar els Sibuna a completar la constel·lació. Ara falta saber el preu que haurà de pagar.                                                                                |                                                       |                            |
| 136 | «La Casa de les il·lusions (House of Illusion)»       | 11 d'abril de 2014         |
| El Club Sibuna per fi entren a l'última cambra i descobreixen que han de jugar a un joc, però ningú sap les normes que han de fer servir. L'Eddie i en Jerome convencen el senyor Sweet que aixequi a la Mara la prohibició d'escriure. En Rufus tira endavant la cerimònia de la màscara i s'acaba adonant que la que té ell és falsa. |                                                       |                            |
| 137 | «La Casa dels somnis (House of Dream)»                | 14 d'abril de 2014         |
| Els Sibuna, abans de començar la partida de Senet, han de dominar perfectament les regles; si no, "un pas en fals seria el final i els portaria a un destí infernal". El senyor Sweet dona permís a la Joy perquè presenti la Mara en un concurs nacional per escollir la millor web escolar, però en realitat té uns plans molt diferents. La Trudy comença a tenir uns somnis estranys i podria recuperar la memòria.                       |                                                       |                            |
| 138 | «La Casa dels forats (House of Fitfalls)»             | 14 d'abril de 2014         |
| Mentre en Victor i la Vera practiquen en secret el joc de Senet, els Sibuna parlen amb en Jasper per saber més coses de les regles del joc. En Jerome per fi es decideix a mostrar els seus sentiments a la Mara, però s'adona que ella encara n'està, d'en Mick. Al Club Sibuna han iniciat el joc de Senet i la Nina es col·loca en una casella molt perillosa.                                                                             |                                                       |                            |
| 139 | «La Casa dels fantasmes (House of Phantoms)»          | 15 d'abril de 2014         |
| Els Sibuna fan tot el que poden per dissimular la desaparició de la Nina tant a l'escola com amb en Victor i la Vera, que no paren de fer preguntes. A més, la Senkhara, convençuda que l'Escollida ha fracassat, els diu que ja no li serveixen per res. Mentrestant, la Nina apareix en una cel·la subterrània, però de seguida s'adona que no està sola.                                                                                   |                                                       |                            |
| 140 | «La Casa de la rendició (House of Surrender)»         | 15 d'abril de 2014         |
| En Fabian, molt afectat per la desaparició de la Nina, decideix anar-ho a explicar tot al senyor Sweet i al final descobreix que encara és viva. Més tard, el Club Sibuna continuen la partida de Senet i un mal moviment d'en Fabian, que cada cop es veu més pressionat, acaba complicant encara més les coses i posant l'Alfie en perill.                                                                                                  |                                                       |                            |
| 141 | «La Casa de l'estratègia (House of Strategy)»         | 16 d'abril de 2014         |
| L'Eddie i en Jerome descobreixen que la Joy no va presentar l'article de la Mara al concurs nacional de webs escolars. Després de l'error amb l'Alfie, el Club Sibuna decideix fer marxa enrere en la partida de Senet i reclutar la Joy com a estratega. La Nina, d'altra banda, descobreix que totes les Escollides tenen un protector, i el seu és l'Osiri.                                                                                |                                                       |                            |
| 142 | «La Casa de la memòria (House of Memory)»             | 16 d'abril de 2014         |
| La Trudy parla amb un metge perquè l'ajudi a recuperar la memòria, però la Vera, en un moment de desesperació, decideix intervenir-hi. L'Alfie i l'Amber, per la seva part, decideixen espiar la Trudy i el doctor Alexander, i descobreixen una cosa que els deixa glaçats. Mentrestant, la Joy s'esforça per aprendre a jugar a Senet, i en Fabian prepara un pla a la desesperada.                                                         |                                                       |                            |
| 143 | «La Casa dels comediants (House of Pretenders)»       | 17 d'abril de 2014         |
| La Mara cada cop té menys clar el que sent per en Jerome. La Vera segueix les instruccions del doctor Alexander per intentar controlar els Sibuna, sense saber que fan tot el possible per descobrir el que sap en Victor del joc de Senet. El problema és que si no els surt bé el pla, ho podrien acabar pagant l'Alfie i el mateix Victor.                                                                                                 |                                                       |                            |
| 144 | «La Casa dels problemes (House of Trouble)»           | 17 d'abril de 2014         |
| En Jerome descobreix en Rufus tafanejant per la Casa d'Anubis i de seguida s'adona que aquest fet li podria comportar molts problemes. En Victor es queda de pedra quan perd l'Alfie al tauler de Senet i en culpa la Vera per haver proposat de fer servir els alumnes de peons. La Senkhara, que busca l'Osiri, va a veure l'Eddie i en Fabian de nit.                                                                                      |                                                       |                            |
| 145 | «La Casa de les trampes (House of Traps)»             | 18 d'abril de 2014         |
| La Mara ajuda en Mick a aprovar l'examen de francès, però en Jerome l'enxampa i ho fa servir per fer-li xantatge. D'altra banda, la Nina i en Fabian tornen a pujar a les golfes per escoltar els cilindres fonogràfics, però l'únic que senten és una veu molt estranya, una mena de gemec, com d'algú que es morís, però que no es volgués morir...                                                                                         |                                                       |                            |
| 146 | «La Casa de les apostes (House of Stakes)»            | 18 d'abril de 2014         |
| En Fabian sap que, si volen acabar guanyant la partida, a partir d'ara haurà d'aprendre a confiar en la Joy. L'Eddie per fi recorda el nom de l'oncle d'en Jerome, però no acaba d'entendre la reacció de la Patricia. En Victor comença a sospitar que la Nina i companyia tenien raó amb la Vera i descobreix una cosa a la seva habitació que el deixa de pedra.                                                                           |                                                       |                            |
| 147 | «La Casa de les missions (House of Missions)»         | 21 d'abril de 2014         |
| L'Eddie ajuda la Mara a decidir el que significa en Jerome per ella, però aviat descobrirà una cosa que l'agafarà per sorpresa. Mentrestant, en Victor demana explicacions a la Vera i la Patricia explica a la Nina i companyia que en Rufus té segrestat en Jerome. Mentre en Fabian, la Patricia i l'Alfie intenten rescatar-lo, els altres busquen la manera d'obrir la vitrina on hi ha la màscara.                                      |                                                       |                            |
| 148 | «La Casa dels captius (House of Captives)»            | 21 d'abril de 2014         |
| Mentre en Victor mira de resoldre l'última pista del Llibre d'Isis, l'Eddie es fica en un embolic per seguir el fals oncle Rene. En Fabian, la Patricia i l'Alfie per fi descobreixen per què vol la màscara en Rufus. La Poppy necessita en Jerome més que mai, però ningú no sap on trobar-lo. La Nina per fi troba la màscara i descobreix el pla esgarrifós de la Senkhara.                                                               |                                                       |                            |
| 149 | «La Casa dels escollits (House of The Chosen)»        | 21 d'abril de 2014         |
| La Nina decideix posar-se la màscara perquè la Senkhara tregui la maledicció a la seva àvia i als seus amics, però resulta que no és la de veritat. Ella no és l'única que creu que podria ser al Museu Britànic. En Victor i en Rufus també li van al darrere. Quan s'acosta el final, l'Eddie es comença a comportar d'una manera molt estranya. Pot ser que sigui ell, l'Osiri?!                                                           |                                                       |                            |
| 150 | «La Casa de la llibertat (House of Freedom)»          | 21 d'abril de 2014         |
| La Senkhara està a punt d'aconseguir el que fa tant de temps que desitja, la qual cosa vol dir que la Nina ho acabarà pagant amb la vida. L'ajuda, però, li podria arribar del lloc més inesperat. S'acabarà sortint amb la seva, el Club Sibuna? I en Rufus, pagarà tot el que ha fet? S'acabaran les malediccions? Acabaran junts en Fabian i la Nina?                                                                                      |                                                       |                            |

### Tercera temporada
| # | Títol                                                    | Data d'estrena a Catalunya |
| --- | -------------------------------------------------------- | -------------------------- |
| 151 | La casa de les arribades (House of Arrivals)             | 13 de setembre de 2015     |
| Comença un nou curs i els alumnes que viuen a la Casa d'Anubis es tornen a trobar. Però la Nina no ha tornat, cosa que preocupa molt en Fabian. Quan l'Eddie obre l'armari de la seva habitació té una visió on apareix un vell que dona una clau a la seva neta. Més tard, aquesta noia resulta ser una nova alumna de l'escola. D'altra banda, també arriba a l'escola una misteriosa professora que se'n va a viure a la casa del guarda.                                        |                                                          |                            |
| 152 | La casa dels regals (House of Presents)                  | 13 de setembre de 2015     |
| És l'aniversari de l'Amber, però ella està molt preocupada perquè no rep cap regal i ningú no la felicita. El que no sap és que els seus amics li preparen una festa sorpresa i li han amagat els regals. Entre aquests regals n'hi ha un que no és per a ella: un paquet molt important que espera en Victor. Mentrestant, l'Eddie per fi troba la carta de la Nina, i la dona a en Fabian perquè la llegeixi.                                                                     |                                                          |                            |
| 153 | La casa de la veritat (House of Truth)                   | 20 de setembre de 2015     |
| L'Amber està molt contenta amb el braçalet que l'Alfie li ha regalat pel seu aniversari, però no sap que era d'en Victor, i que la cerca perquè és molt important per dur a terme el pla que trama amb el senyor Sweet i la senyoreta Denby. Aquesta professora nova és el Guardià, un personatge que segur que portarà problemes a la casa d'Anubis. Mentrestant, la K.T. investiga per a què serveix la clau del seu avi.                                                         |                                                          |                            |
| 154 | La casa dels jeroglífics (House of Hieroglyphics)        | 20 de setembre de 2015     |
| En Victor continua buscant el paquet que esperava rebre per correu. Després de remenar les deixalles, reuneix tots els alumnes per escorcollar-los. Abans que trobi res, l'Eddie confessa que el té ell per poder anar a la casa d'Anubis a buscar la clau que en Victor va prendre a la K.T. L'Alfie no vol que l'Amber sàpiga que li han trucat de l'escola de moda de Nova York, però en Victor li requisa el mòbil.                                                             |                                                          |                            |
| 155 | La casa de les revelacions (House of Revelation)         | 27 de setembre de 2015     |
| L'Eddie i la K.T. troben una clau semblant a la que té la K.T. a la bossa de la senyoreta Denby, però no la poden agafar i decideixen entrar a casa seva per veure què hi amaga. La Patricia, la Mara i la Joy formen una germandat de noies per ser més dures amb els nois. En Fabian desxifra els jeroglífics, i l'Alfie decideix tornar el carregador del mòbil a l'Amber i explicar-li que li han trucat de l'Escola de Moda de Nova York.                                      |                                                          |                            |
| 156 | La casa de les preguntes (House of Questions)            | 27 de setembre de 2015     |
| L'Eddie i la K.T. descobreixen una cosa sorprenent a la casa del guarda, mentre en Fabian continua intentant desxifrar el missatge. En Victor creu que el braçalet el té la Trudy, i per fer-la confessar la convida a un sopar romàntic al seu despatx. Per la seva banda, la senyoreta Denby comença a fer classes de formació empresarial i organitza un concurs per veure qui té la millor idea per a un nou snack.                                                             |                                                          |                            |
| 157 | La casa del pi (House of Pi)                             | 4 d'octubre de 2015        |
| L'Eddie queda molt tocat quan s'assabenta que el seu pare pertany a una societat secreta juntament amb en Victor. La Joy també s'endú un disgust quan li demana a en Fabian que surti amb ella i ell li diu que no. En Fabian descobreix que el jeroglífic parla de la casa del guarda, i tot el grup decideix anar-hi a investigar. Però quan són a dins, senten que arriba algú. Corren a amagar-se, però l'Amber té un problema.                                                 |                                                          |                            |
| 158 | La casa de la desconfiança (House of Mistrust)           | 4 d'octubre de 2015        |
| Mentre en Fabian, la Patricia i l'Alfie busquen l'Amber, les sospites de l'Eddie sobre la identitat de la senyoreta Denby es confirmen. Al concurs de snacks, en Jerome intenta sabotejar el treball de la Mara, però qui en surt malparat és ell, i de la manera més vergonyosa. El senyor Millington arriba per valorar els treballs i vol veure la seva filla. Mentrestant, l'Amber descobreix que el senyor Sweet, la Denby i en Victor preparen una misteriosa cerimònia.      |                                                          |                            |
| 159 | La casa dels enganys (House of Trickery)                 |                            |
| Mentre a l'escola se celebra la competició de treballs, l'Amber continua atrapada a la casa del guarda. Quan la senyoreta Denby la descobreix, ella fa veure que ha perdut la memòria. Ella i en Victor l'amenacen perquè els doni el paquet. Acorralada, l'Amber no té altre remei que fer-ho. Els altres l'espien quan està reunida amb els professors i es pensen que els ha traït. Mentrestant, l'Eddie comença a tenir clar que el seu pare l'enganya.                         |                                                          |                            |
| 160 | La casa de la unitat (House of Unity)                    | 11 d'octubre de 2015       |
| En Victor anuncia que l'Amber ha deixat l'escola, i que ja és camí de Nova York per estudiar a l'escola de moda. Tothom queda molt sorprès, però, poc després, els membres de Sibuna reben un missatge enigmàtic en què se'ls convoca a una reunió immediata a l'escola. Un cop allà, es troben amb l'Amber, que els explica per què abandona l'escola, i resol uns quants dubtes que els seus companys tenien sobre ella.                                                          |                                                          |                            |
| 161 | La casa de l'atrapat (House of Entrapment)               | 18 d'octubre de 2015       |
| Quan en Fabian veu l'home que la senyoreta Denby té tancat i inconscient a dins del tanc, s'adona que és en Robert Frobisher-Smythe, l'egiptòleg que va fundar la casa d'Anubis. Però en Frobisher-Smythe fa gairebé un segle que va morir. Naturalment, els membres de Sibuna es disposen a investigar, però l'Alfie té por que en Frobisher-Smythe sigui un zombi, i s'amaga a la seva habitació perquè té por. Mentrestant, en Jerome munta un número per declarar-se a la Mara. |                                                          |                            |
| 162 | La casa de les germanes (House of Sisters)               | 18 d'octubre de 2015       |
| Els membres de Sibuna troben l'autèntica senyoreta Denby a l'hospital. Aquesta els explica coses molt interessants sobre la cerimònia i els revela qui és en realitat la K.T., però és possible que no puguin sortir de l'hospital sense que els descobreixin. La Joy intenta millorar la confiança en ella mateixa en fer un canvi d'imatge, i en Jerome es fixa en la Willow, però la Mara no pensa posar-li les coses fàcils.                                                    |                                                          |                            |
| 163 | La casa de les tombes (House of Tombs)                   |                            |
| Tots els de la casa d'Anubis estan castigats i només poden sortir per anar a classe. Els de Sibuna es volen escapar per anar a buscar la germana de la senyoreta Denby a l'hospital, però van a parar la cripta dels Frobisher-Smythe, on descobreixen les paraules que necessiten per fer la cerimònia. Mentrestant, en Victor, el senyor Sweet i la senyoreta Denby proven de despertar el Corbière, però s'adonen que els han enganyat.                                          |                                                          |                            |
| 164 | La casa del contraban (House of Smuggling)               |                            |
| Quan els de Sibuna van a l'hospital a buscar la Harriet, troben que se l'han emportat, però ella ha deixat una carta on els diu que han de fer la cerimònia per despertar en Robert Frobisher-Smythe, perquè, si no, la faran els que no són purs de cor i s'escamparà el mal. Mentrestant, la Srta. Denby descobreix que el braçalet que els va donar l'Amber era fals, i en Victor es posa a buscar el bo desesperadament.                                                        |                                                          |                            |
| 165 | La casa de les expectatives (House of Anticipation)      |                            |
| Els membres de Sibuna aconsegueixen arribar a la cripta amb el tanc, però per celebrar la cerimònia han d'esperar que es faci de nit. Mentrestant, quan la senyoreta Denby descobreix que en Robert Frobisher-Smythe ha desaparegut, decideix suspendre el dia de portes obertes i, amb l'ajuda d'en Sweet i en Victor, començar a buscar en Frobisher per tota l'escola. Finalment, la Joy, penedida de com havia tractat la Willow, li concedeix un desig molt especial.          |                                                          |                            |
| 166 | La casa de la salvació pels pèls (House of Closes Calls) |                            |
| Els membres de Sibuna no aconsegueixen despertar en Frobisher-Smythe i queden atrapats a la cripta. En Sweet, en Victor i la Denby hi intenten entrar, però la Patricia ha preparat un pla de rescat per salvar els seus amics i aconsegueix fer-los tornar a la casa. Per altra banda, en Jerome està molt nerviós perquè la Mara i la Willow s'han fet amigues i té por que descobreixin que surt amb totes dues.                                                                 |                                                          |                            |
| 167 | La casa de l'enrenou (House of Hustle)                   |                            |
| La Patricia veu que en Victor porta la clau de la cripta a la butxaca i se les enginya per robar-la. Els adults descobreixen que hi ha una clau del sol i una de la lluna, i dedueixen que la cerimònia s'ha de celebrar durant l'eclipsi que es produirà al cap de pocs dies. La senyoreta Denby recupera en Robert, però encara no tenen el braçalet, i ella, en Victor i en Sweet estan disposats a fer qualsevol cosa per aconseguir-lo.                                        |                                                          |                            |
| 168 | La casa del parany (House of Set-Up)                     |                            |
| En Victor, en Sweet i la Denby van a totes, i, quan falta un dia per a l'eclipsi i la cerimònia, aconsegueixen robar el braçalet que guarda l'Eddie. L'equip Sibuna concentra tots els esforços a allunyar la K.T. de l'escola perquè és la descendent, i tenen por que la segrestin per fer la cerimònia. Però l'Eddie descobreix que, en realitat, els descendents són uns altres: els que justament els adults han fet anar a la casa del guarda amb una excusa ridícula.        |                                                          |                            |
| 169 | La casa de la història (House of History)                |                            |
| Els membres de Sibuna descobreixen la raó per la qual en Frobisher-Smythe està tancat al tanc, i s'adonen que han d'impedir que se celebri la cerimònia costi el que costi. Mentrestant, en Jerome fa una llista valorant les seves dues nòvies per veure quina ha de triar, però casualment acaba en mans de la Joy. En Jerome té por que la Joy ho acabi explicant a les noies, però serà capaç de fer-ho?                                                                        |                                                          |                            |
| 170 | La casa de l'eclipsi (House of Eclipse)                  |                            |
| L'eclipsi està cada vegada més a prop, però aconseguiran l'Eddie, la K.T. i en Fabian avisar els seus amics i impedir la cerimònia? De moment, els plans que tenien previstos per aturar-la no han acabat de sortir com ells volien. Mentrestant, en Jerome té un problema molt greu: algú ha enviat un correu electrònic amb el seu nom, a la Mara i la Willow revelant el seu secret.                                                                                             |                                                          |                            |
| 171 | La casa del despertament (House of Awakening)            |                            |
| L'Eddie té una visió que li fa pensar que en Robert Frobisher-Smythe s'ha despertat, però els altres no el creuen. No saben que la senyoreta Denby ja hi ha parlat i s'ha posat al seu servei. El director decideix expulsar cinc membres de la casa d'Anubis, però els seus companys munten una campanya de protesta i aconsegueixen que es faci enrere. Mentrestant, la Mara i la Willow, empeses per la Joy, preparen la venjança contra en Jerome.                              |                                                          |                            |
| 172 | La casa dels sarcòfags (House of Sarcophagi)             |                            |
| L'Eddie té el mal pressentiment que alguna cosa molt greu està a punt de passar i ho comunica al seus amics, però no tots se l'acaben de creure. Per tal de saber què passa a la casa del guarda, els membres de Sibuna hi col·loquen càmeres, i senten una veu molt estranya que crida i plora demanant ajuda. Mentrestant, la Mara i la Willow posen en pràctica el seu pla per venjar-se d'en Jerome.                                                                            |                                                          |                            |
| 173 | La casa de la possessió (House of Possession)            |                            |
| En Jerome, l'Alfie, la Patricia i la Joy comencen a actuar d'una manera estranya, cosa que té molt intrigats els altres membres de Sibuna. Mentrestant, la Willow i la Mara preparen una nou pla per continuar venjant-se d'en Jerome, i li fan creure que l'han escollit per un concurs de cant. Finalment, la K.T. s'aventura tota sola a la casa del guarda arriscant-se que la capturi en Frobisher.                                                                            |                                                          |                            |
| 174 | La casa de la cobdícia (House of Greed)                  |                            |
| Els de Sibuna fan que en Victor descobreixi que la senyoreta Denby l'està enganyant. En Victor va a la casa del guarda, i allà la senyoreta Denby li confessa que és una impostora. En Robert Frobisher-Smythe apareix mentre estan parlant i diu que es vol quedar sol amb en Victor. Mentrestant, la Mara i la Willow culminen la seva venjança contra en Jerome, però aviat algú el tornarà a utilitzar.                                                                         |                                                          |                            |
| 175 | La casa de les males jugades (House of Deceptions)       |                            |
| En Robert Frobisher-Smythe converteix en Victor en un servidor seu i li mana que li porti pecadors per tancar-los en uns sarcòfags. Els de Sibuna noten que en Victor encara és pitjor que abans i comencen a sospitar. A més, en Victor descobreix les càmeres que els altres havien amagat a la casa del guarda. Mentrestant, continuen els embolics de gelosies i de venjances entre parelles, amb en Jerome al centre d'una xarxa de simulacions.                               |                                                          |                            |
| 176 | La casa dels arcs de Sant Martí (House of Rainbows)      |                            |
| La Mara continua dolguda amb en Jerome, i, per venjar-se'n, demana a la Joy que el conquisti i que després li trenqui el cor. Poc després, però, la Mara descobreix que pot ser l'hereva de la fortuna d'un lord, i se li acudeix una venjança diferent. L'Eddie continua tancat a la cripta, desesperat perquè no el va a buscar ningú. Mentrestant, els membres de Sibuna investiguen la manera d'obrir un misteriós cilindre.                                                    |                                                          |                            |
| 177 | La casa dels enemics (House of Enemies)                  |                            |
| Els d'Anubis troben un plànol amb un enigma per descobrir una habitació secreta. La senyoreta Denby atia la gelosia entre la Patricia i l'Eddie perquè la còlera de l'Eddie el pot convertir en el pròxim pecador per a en Robert Frobisher-Smythe. Per acabar-ho d'adobar, arriba a l'escola en Ben, l'arxienemic de l'Eddie. La Mara rep la visita de l'advocada que li ve a donar l'herència que ha rebut de lord Fox, però té una sorpresa desgradable.                         |                                                          |                            |
| 178 | La casa de la sorpresa (House of Surprise)               |                            |
| Els de Sibuna descobreixen que hi ha una habitació secreta darrere d'una llar de foc, però encara no hi poden entrar. Per culpa de l'Eddie, en Victor també la descobreix. Quan ho explica a en Robert Frobisher, aquest li diu que en aquella habitació s'hi amaga el seu pitjor enemic. L'Eddie s'està posant molt nerviós amb en Ben, que va al darrere de la Patricia. I en Jerome i la Joy segueixen jugant al gat i la rata.                                                  |                                                          |                            |
| 179 | La casa dels vencedors (House of Winning)                |                            |
| Comença el campionat del joc de matar, i les coses pinten molt malament per a l'equip de la casa d'Anubis, sobretot quan la K.T., la seva millor jugadora, se'n va un moment i no torna, per a sorpresa dels seus companys. Potser ha trobat una altra entrada a la sala secreta? Mentrestant, la Harriet s'escapa de la casa del guarda, i en Victor i la Caroline la busquen per tot arreu, espantats davant la possible reacció d'en Robert.                                     |                                                          |                            |
| 180 | La casa de les nits mogudes (House of Moonlighting)      |                            |
| Els de la casa d'Anubis tornen victoriosos del torneig, però estan preocupats perquè no troben la K.T. Després de buscar-la, se'n van a dormir, però a mitjanit els desperten uns crits: són de la K.T., que ha recuperat el coneixement i ha vist què hi havia a la sala secreta que va trobar accidentalment. Mentrestant, la senyoreta Denby recupera la seva germana, i va enganyant la Patricia per fer-li creure que l'Eddie li fa el salt.                                   |                                                          |                            |
| 181 | La casa del traïdor (House of Treachery)                 |                            |
| En Victor i la senyoreta Denby intenten capturar un pecador cadascú. La víctima d'en Victor és l'Alfie, i la de la senyoreta Denby, la Patricia. L'Eddie té una visió en què un encaputxat trenca el fonògraf d'en Robert Frobisher-Smythe que els havia de donar una pista. En la visió, els altres membres de Sibuna riuen. Això li fa sospitar que un d'ells és un traïdor. La desconfiança creix entre la gent de Sibuna.                                                       |                                                          |                            |
| 182 | La casa dels impostors (House of Imposters)              |                            |
| La Denby segresta la Willow per convertir-la en la quarta pecadora, però tot i els seus esforços i els d'en Frobisher, a aquesta li costa molt poder pecar. Mentrestant, en un càsting de l'obra de teatre, la Joy i en Jerome s'acaben fent un petó i el pla de la Mara comença a trontollar. Finalment, la Patricia vol capturar la K.T., i l'enganya dient-li que, si l'acompanya, podrà demostrar que ella no és la traïdora.                                                   |                                                          |                            |
| 183 | La casa de l'astúcia (House of Cunning)                  |                            |
| La K.T. aconsegueix escapar-se de la casa del guarda gràcies a la Harriet Denby. Totes dues es refugien a la sala secreta, però en Victor i la Caroline agafen la Harriet i la tornen a enviar a l'hospital. La K.T. explica als altres que la traïdora és la Patricia, però no la creuen i la tanquen a la seva habitació. Llavors, els de Sibuna senten que en Jerome canta una cançó, i descobreixen que és una pista.                                                           |                                                          |                            |
| 184 | La casa de la sospita (House of Suspicion)               |                            |
| L'obra de teatre no acaba de rutllar. La K.T., tipa de la situació que ha de viure, l'abandona i decideix marxar de l'escola, de manera que en Victor es queda sense una pecadora amb qui ja comptava. La Willow, involuntàriament, proporciona la pista per trobar un dels objectes que els membres de Sibuna estan buscant, i a partir d'aquí descobreix que està emparentada amb la Joy. Mentrestant, en Fabian descobreix la veritat sobre la Patricia.                         |                                                          |                            |
| 185 | La casa de la captura (House of Capture)                 |                            |
| En Robert Frobisher fa creure a en Fabian que necessita la seva ajuda per sobreviure, perquè està molt dèbil. En Fabian dubta, però al final se'l creu i va amb ell a la casa del guarda. Abans, però, truca a la K. T., que està a punt d'anar-se'n a l'escola. L'Eddie s'adona que la Patricia és pecadora perquè els ulls se li posen vermells. En Frobisher aconsegueix que en Fabian entri a l'Equip del Mal, i l'envia a capturar la K. T.                                    |                                                          |                            |
| 186 | La casa dels cors trencats (House of Heartbreak)         |                            |
| La Mara està furiosa, no perdona que la Joy s'hagi enamorat d'en Jerome, i li retira l'amistat. L'Eddie truca a la Piper, la germana de la Patricia, per veure si ella sap la part de la cançó de bressol que li falta per trobar totes les peces de l'objecte, i la K.T. està feta un embolic i ja no sap en qui pot confiar. Mentrestant, els membres de l'Equip del Mal organitzen una festa per distreure els alumnes.                                                          |                                                          |                            |
| 187 | La casa de l'eriçó (House of Hog)                        |                            |
| En Robert Frobisher té l'Eddie presoner i està a punt de convertir-lo en pecador, però l'Eddie enganya tots els de l'Equip del Mal i aconsegueix dotze hores més per intentar esguerrar els plans d'en Frobisher. L'Alfie convenç la K.T. que el dolent és en Fabian, i no ell. Tots dos van a la casa del guarda per ajudar l'Eddie. Quan hi arriba, l'Alfie s'adona que allà hi ha amagat un dels objectes que els permetran aturar el mal.                                       |                                                          |                            |
| 188 | La casa de la derrota (House of Defeat)                  |                            |
| En Robert Frobisher-Smythe descobreix l'Alfie dins la xemeneia de la casa del guarda i el converteix en l'úlitim pecador que li fa falta. A la casa d'Anubis hi ha una plaga de puces, i la Mara i la Joy en culpen la Willow i els seus eriçons. Mentrestant, l'Eddie i la K.T. troben l'última peça de l'objecte màgic, que resulta ser una vara, amb la qual pensen aturar la cerimònia que vol celebrar en Frobisher. Ho aconseguiran?                                          |                                                          |                            |
| 189 | La casa d'Ammut (House of Ammut)                         |                            |
| Quan en Frobisher reuneix tots els pecadors, apareix Ammut, però no té prou força per recuperar la forma humana i reclama més ànimes. Llavors la senyoreta Denby convoca tots els alumnes a l'escola, i allà en Frobisher lliura les seves ànimes a Ammut. Tots es descontrolen excepte la Willow, que porta la clau de la lluna a la butxaca. Quan els alumnes posseïts estan a punt de capturar la Willow, l'Eddie i la K.T., un visitant inesperat apareix de sobte.             |                                                          |                            |
| 190 | La casa dels herois (House of Heroes)                    |                            |
| La K.T. intenta prendre a la Denby la clau que porta penjada al coll mentre dorm, però es desperta i converteix la Willow i la K.T. en pecadores. L'Eddie i la Harriet aconsegueixen fugir, però la K.T. i en Victor els persegueixen. Ara bé, no tot és el que sembla, i es produeix un fet inesperat. Mentrestant, tot sembla estar a punt perquè Ammut tingui prou ànimes al seu abast i pugui provocar la tempesta eterna.                                                      |                                                          |                            |

### Especials
| # | Títol                                      | Data d'estrena a Catalunya |
| --- | ------------------------------------------ | -------------------------- |
| Especial | "La casa d'anubis: La pedra angular de Ra" | 21 de febrer de 2016       |
| Per culpa d'una epidèmia de polls a l'escola de cicle mitjà, una sèrie d'alumnes es veuen obligats a passar un parell de dies a la casa d'Anubis i compartir les habitacions amb els residents habituals. Aquests han acabat el curs i estan a punt de celebrar la festa de graduació. Entre els alumnes nouvinguts hi ha una noia enigmàtica, la Sophia. Mentrestant, en una visita que els nois de la casa d'Anubis fan a un museu, desapareix una peça molt important, la pedra angular de Ra, que és precisament la pedra que corona una piràmide. Segons una llegenda, la persona que aconsegueixi construir la piràmide rebrà del déu Ra una pluja d'or, però primer s'han de trobar les quatres pedres que falten, i aquest or no surt de franc. |                                            |                            |